# Brouwerij De Bie
Brouwerij De Bie is een Belgische brouwerij te Wakken, een deelgemeente van Dentergem in de provincie West-Vlaanderen.

## Geschiedenis
De brouwerij ontstond in 1992 in brouwersdorp Watou. In 2001 verhuisde de brouwerij naar Loker waar naast herberg "D’Hellekapelle" een nieuwe brouwerij opgericht werd. In 2011 vestigde men zich in de gerenoveerde hoeve "Hof Ter Linden" te Wakken (Dentergem). Op de hoeve bevindt zich naast de brouwerij een slagerij en een proeflokaal. De brouwerij is in handen van vader Jos en zoon Nicolas T’joen.

## Bieren
- Blonde Bie, blond, 8%
- Double Bie, donkerbruin, 6%
- Hellekapelle, blond, 5%
- Helleketelbier, amber, 7%
- Kerstbie, donkerbruin, 8%
- Kriekedebie, robijnrood, 4,5%
- Plokkersbier, amber, 7%
- Riebedebie, goudblond, 9%
- Stoute Bie, donkerbruin, 5,5%
- Zatte Bie, bruin, 9%